# Équipe de la Barbade de rugby à XV
L'équipe de la Barbade de rugby à XV rassemble les meilleurs joueurs de rugby à XV de la Barbade, est membre de la NACRA et joue actuellement dans le Championnat des Caraïbes de rugby. Elle ne s'est pas encore qualifiée pour disputer une Coupe du monde mais elle a participé aux tournois qualificatifs.

## Histoire
Le rugby à XV a une longue tradition à la Barbade, même si au départ il y avait une seule équipe appelée Barbade Rugby à XV. En 1995 ils souhaitèrent devenir membre de l'International Rugby Board (IRB). La Barbade forme alors une fédération avec un nombre de clubs, trois : Scorpions, Renegades et Force de Défense de la Barbade.
La Barbade fait ses débuts internationaux contre l'Équipe des îles Vierges Britanniques de rugby à XV en 1996. La Barbade l'emporte 10-0. Ils disputent trois matchs l'année suivante, perdant contre les Bahamas, les Bermudes et la Martinique. Ils jouent contre Trinité-et-Tobago en 1999, perdant 0-15.
En 2001, ils affrontent les Bahamas encore, gagnant 25-18, ensuite ils perdent contre Bermuda le match suivant. En 2005, la Barbade a pris part au tournoi des Amériques qualificatif pour la Coupe du monde de rugby à XV 2007 en France. Ils intègrent la poule Sud, et ils remportent leurs trois parties, gagnant Guyana, Trinité-et-Tobago et Sainte-Lucie. La Barbade finit premier de poule, et dispute une rencontre de barrage contre le premier de l'autre poule. Disputé à Trinité, la partie voit la victoire de la Barbade contre les Bahamas 52-3. Ils intègrent le tour suivant 3b, où l'opposition est plus relevée : Canada et États-Unis. La Barbade perd tous ses matches et arrête là son parcours.

## Palmarès
- Coupe du monde
  - 1987 : pas invité
  - 1991 : pas qualifié
  - 1995 : pas qualifié
  - 1999 : pas qualifié
  - 2003 : pas qualifié
  - 2007 : pas qualifié
  - 2011 : pas qualifié
  - 2015 : pas qualifié